# União das Freguesias de Ferreiros, Prozelo e Besteiros
Die União das Freguesias de Ferreiros, Prozelo e Besteiros ist eine portugiesische Gemeinde (Freguesia) im Kreis (Concelho) Amares, Distrikt Braga, im Nordwesten Portugals.

## Geschichte
Die Gemeinde entstand im Zuge der Gebietsreform vom 29. September 2013 durch die Zusammenlegung der ehemaligen Gemeinden Ferreiros, Prozelo und Besteiros.
Ferreiros wurde Sitz der neuen Verwaltung.

## Demographie

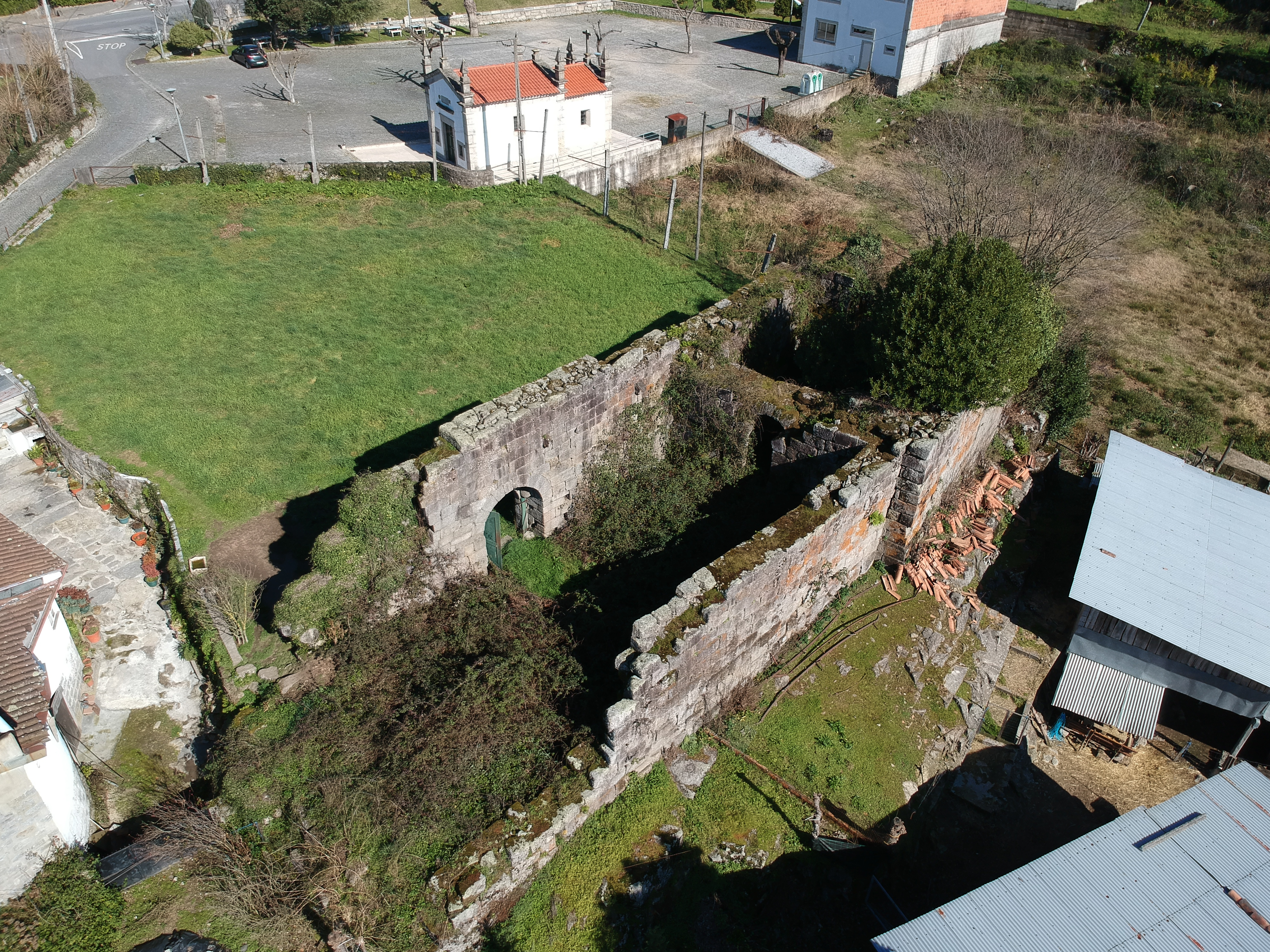
Ruine des Solar de Vasconcelos

| Freguesia | Freguesia                      | Freguesia | Freguesia       | ehemalige Freguesias | ehemalige Freguesias | ehemalige Freguesias | ehemalige Freguesias |
| --------- | ------------------------------ | --------- | --------------- | -------------------- | -------------------- | -------------------- | -------------------- |
| Wappen    | Freguesia                      | Einwohner | Fläche in (km²) | Wappen               | Freguesia            | Einwohner            | Fläche in (km²)      |
|           | Ferreiros, Prozelo e Besteiros | 4728      | 7,34            |                      | Ferreiros            | 3213                 | 2,65                 |
|           | Ferreiros, Prozelo e Besteiros | 4728      | 7,34            | Prozelo              | 785                  | 2,67                 |                      |
|           | Ferreiros, Prozelo e Besteiros | 4728      | 7,34            | Besteiros            | 576                  | 2,02                 |                      |